# Guerra do Líbano de 2006
A Guerra do Líbano de 2006 foi episódio do conflito árabe-israelense, também conhecido, em Israel, como Segunda Guerra do Líbano; no Líbano, como Guerra de Julho; no Mundo Árabe, como Sexta Guerra Israelo-Árabe.
O conflito militar ocorreu no norte de Israel e no sul do Líbano, com início no dia 12 de julho de 2006. Envolveu as Forças de Defesa israelenses, o braço armado do Hizbollah e, em menor grau, o exército libanês.
O estopim da guerra foi o sequestro de dois soldados israelenses por milicianos do Hizbollah. No início da manhã do dia 12 de julho, militantes do Hizbollah atacaram dois jipes blindados israelenses, que patrulhavam a fronteira. Dos sete soldados que estavam nos jipes, três foram mortos, dois ficaram feridos e dois foram sequestrados.
Israel respondeu com a chamada Operação Justa Recompensa, sua maior ação militar no Líbano desde a invasão de 1982. A operação começou com fogo de artilharia, ataques aéreos e  bombardeio naval sobre aproximadamente 40 locais no sul do Líbano - quase todos supostos redutos do Hizbollah, segundo Israel. Estradas e pontes também foram atingidas. Nesse dia, pelo menos dois civis libaneses foram mortos e mais de dez foram feridos, no sul do Líbano, segundo informações das autoridades libanesas.
O Conselho de Segurança da ONU recusou-se a discutir o assunto nos primeiros dias de ataques ininterruptos ao sul do Líbano. Somente um mês depois, no dia 11 de agosto, foi aprovada a Resolução 1701 do Conselho de Segurança da ONU, que determinava, entre outros pontos, a cessação das hostilidades, a retirada das tropas israelenses do território libanês, o desarmamento do Hizbollah e o reforço das forças armadas libanesas por uma força armada internacional (UNIFIL), para guardar a fronteira, no sul do Líbano. A resolução foi acatada por ambas as partes.
O cessar-fogo ocorreu em 14 de agosto. A movimentação de tropas libanesas começou no dia 17 de agosto, e o bloqueio marítimo imposto por Israel foi levantado no dia 8 de setembro.
O conflito durou 34 dias e resultou na morte de 1 200 pessoas no Líbano, a maioria civis, e 157 israelenses, a maior parte soldados, e destruiu parte importante da infraestrutura libanesa, além de deixar desabrigados perto de 900 000 libaneses (dos quais cerca de 250 000 não haviam retornado após quase um mês de terminado o conflito).

## Antecedentes
O estopim para a Operação Justa Recompensa foi o sequestro dos dois soldados israelenses pelo Hizbollah. Analistas questionaram se o Hizbollah, ao sequestrar os dois soldados israelenses, pretendia realmente provocar a ofensiva militar de Israel ou se simplesmente teria cometido um grave erro de cálculo e involuntariamente deflagrado o mais intenso e devastador confronto com Israel, desde quando este último se retirou do sul do Líbano, em 2000. Isto porque a Operação Promessa Leal, como o Hizbollah chamou sua  incursão em território israelense, em 12 de julho, não foi significativamente mais ousada do que outras das suas ações anteriores. Embora  não sejam parte habitual da estratégia do Hizbollah, sequestros de soldados israelenses haviam sido realizados anteriormente, sem repercussões mais sérias: em outubro de 2000, foram sequestrados o coronel israelense Elhanan Tannenbaum e mais três soldados; em novembro de 2005, também houve uma frustrada tentativa de sequestro de soldados de Israel.
Segundo a revista The New Yorker, os Estados Unidos sabiam antecipadamente de um plano de Israel para bombardear o Hizbollah, bem antes do rapto dos dois soldados israelitas a 12 de Julho. O Departamento de Estado considerava que o frágil governo de Fouad Siniora  seria beneficiado com o enfraquecimento do Hizbollah. O Pentágono previa que um ataque ao Líbano poderia servir como "teste" para um futuro ataque aéreo norte-americano às instalações nucleares iranianas, e a destruição da capacidade militar do Hizbollah protegeria Israel de uma retaliação, no caso de os Estados Unidos bombardearem o Irã.[carece de fontes?] "Os israelitas disseram-nos que era uma guerra barata com muitos benefícios. Porquê opormo-nos? Seríamos capazes de bombardear mísseis, túneis e bunkers. Era uma demonstração para o Irã", disse ao New Yorker um consultor do governo americano com fortes ligações e conexões com Israel. Tanto o governo dos EUA como o de Israel negaram a veracidade da matéria, mas The New Yorker manteve as afirmações da matéria.

## O conflito

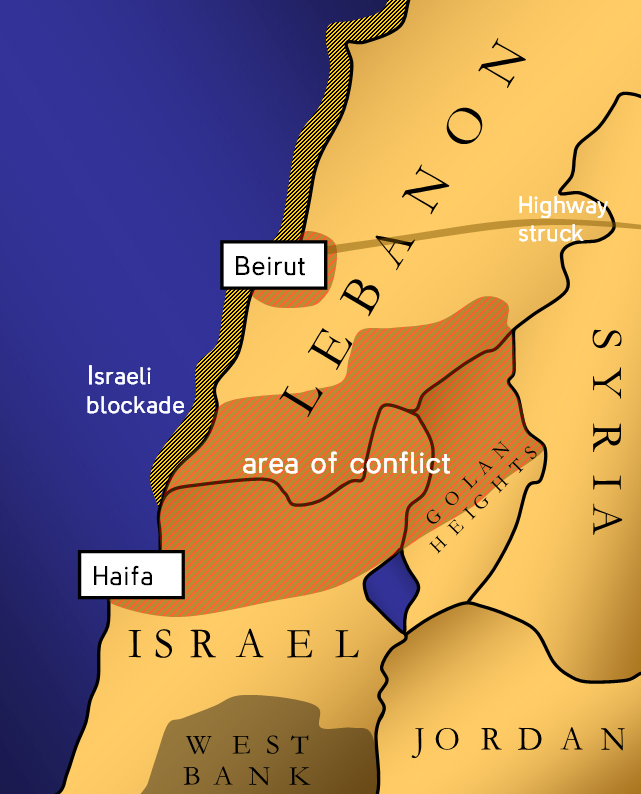
Israel, Líbano, Síria e Jordânia, além dos territórios palestinos.

O conflito teve início no dia 12 de julho de 2006, com disputas de fronteira entre o exército de Israel e o Hizbollah. Naquele dia, foguetes Katyusha disparados pelo Hizbollah acertaram as cidades de Shlomi e entrepostos na região das fazendas de Sheeba, nas Colinas de Golã. O Hizbollah também atacou dois HMMWV israelenses. Três soldados israelenses foram mortos e dois sequestrados com diversos civis feridos. Quatro soldados israelenses, que tentaram recuperar os dois soldados sequestrados, foram mortos dentro de um tanque. Um outro soldado foi assassinado ao se aproximar do tanque para retirar os corpos para o enterro, como é comum no exército israelense.
A resposta defensiva israelense veio no dia seguinte com vistas a desabastecer o grupo. O principal aeroporto, uma base aérea, um pequeno aeroporto militar e uma estação de força do Líbano foram bombardeados. A razão dos bombardeios, segundo Israel, foi impedir a chegada de arsenal bélico da Síria e do Irã, apontados como principais fomentadores do Hizbollah. Em resposta, a milícia islâmica lançou mísseis contra Nahariya e Safed, causando a morte de três civis.
No dia 14 foram anunciados indícios da participação passiva do Irã no conflito: dois mísseis C-802 iranianos foram atirados pelo Hizbollah, atingindo uma embarcação israelense e matando quatro oficiais. O presidente iraniano, Mahmoud Ahmadinejad, ameaçou Israel, caso este atacasse a Síria.
A operação israelense foi nomeada Operação Recompensa Justa - depois  Operação Mudança de Direção (hebraico שִׁנּוּי כִּווּן, Shinui kivún). Até o final de julho estimava-se que mais de 600 libaneses haviam perecido, na sua grande maioria civis. Os mísseis do Hizbollah mataram 41 civis e 84 soldados israelenses.

 
Os ataques foram perpetrados contra os redutos das milícias do Hizbollah instaladas em zonas predominantemente povoadas por civis (maioria xiita) no sul do Líbano. Israel comunicava por meio de panfletos os locais e a hora dos ataques. O panfleto lançado sobre o Líbano em 25 de julho tinha o seguinte texto:
"A todos os cidadãos ao sul do Rio Litani: Devido às atividades executadas contra o Estado de Israel de dentro das suas vilas e casas, as Forças de Defesa de Israel são forçadas a responder imediatamente contra tais atividades, mesmo que dentro das suas vilas. Para a sua segurança, solicitamos que vocês evacuem suas vilas e rumem ao norte do Rio Litani".
O bombardeio foi executado em sincronia por baterias terrestres e navais. Segundo o exército israelense, o ataque visa o desmantelamento da ala armada do Hizbollah, que controla o sul do Líbano - à revelia do direito internacional e do próprio estado libanês — constituindo assim uma forte ameaça à segurança ao norte de Israel e figurando como um Estado dentro do Estado libanês.
Tzipora Rimon, embaixadora de Israel no Brasil, alerta que "o Hizbollah tem milhares de mísseis dotados de extrema potência e alcance com capacidade para atingir Tel-Aviv. Assim, a intensidade da reação de Israel é paralela ao nível da ameaça".

## Cessar-fogo
No dia 11 de Agosto, após 30 dias de conflitos entre as partes, o Conselho de Segurança da ONU oficializou - após alguns dias de discussão - a resolução visando o fim do conflito. Os 15 membros do CS aprovaram por unanimidade o projeto de resolução apresentado.
A resolução 1701, elaborada pelos EUA e pela França, recomendou o fim das hostilidades entre o Hizbollah e o exército de Israel, bem como a retirada dos 10 mil soldados israelenses do território libanês. A resolução previa igualmente o envio de 15 000 capacetes azuis como reforço da missão da ONU, a FINUL, para  segurança ao longo da fronteira do Sul do Líbano, com o auxilio de tropas do exército libanês. Além disso, pediu a libertação incondicional dos dois soldados de Israel sequestrados pelo Hizbollah durante o incidente apontado como Casus belli do conflito.

## Histórico
A história do conflito entre Israel e Líbano começou em 1947, quando o Primeiro-Ministro libanês Riad as-Solh respondeu hesitante à decisão da Liga Árabe de entrar no Guerra árabe-israelense de 1948 e enviou seu exército para a Palestina. O exército foi derrotado e retornou ao Líbano. Posteriormente os países assinaram um armistício que durou até a guerra de 1967, a Guerra dos Seis Dias. Após a guerra, e do seguido Setembro Negro na Jordânia, mais de 110 mil refugiados palestinos migraram para o Líbano, contabilizando mais de 400 mil refugiados hoje em dia.
Em 1975, eles eram mais de 300 mil, criando um estado informal dentro do estado no sul do Líbano. A Organização para a Libertação da Palestina tornou-se poderosa força e figurou importante na guerra civil libanesa. Em resposta aos numerosos ataques lançados do sul do Líbano, Israel invadiu o Líbano em 1978, com vistas a combater os contra-ataques palestinos. Como um resultado, as Nações Unidas passaram as resoluções 425 e 426, que pediram uma retirada imediata das forças israelenses e o fim das atividades militares no sul do Líbano.
Ao final da operação, as forças israelenses retiraram-se parcialmente do Líbano, deixando uma milícia libanesa pró-israelense em seu lugar. Quatro anos mais tarde, Israel promoveu uma nova invasão em grande escala do Líbano em 1982, expulsando as forças da OLP para fora do Líbano (a maioria para a Tunísia), sitiou Beirute e ocupou a porção sul do país. Um tratado de paz intermediado pelos Estados Unidos foi firmado pelo presidente libanês em 1983, mas o presidente Amine Gemayel, sob forte resistência da Síria, Irã e das resistências laica e muçulmana libanesas, opôs-se a sua assinatura em 1984.
Em 1985, Israel retirou suas forças de partes do Líbano e permaneceu em uma área de 4–6 quilômetros (2,5–3,75 mi) no sul do Líbano, chamada de Zona de Segurança por Israel como medida de de proteção aos foguetes Katyusha lançados às suas cidades. Em 24 de maio de 2000, o exército israelense desocupou a porção sul do Líbano, finalmente respeitando as resoluções 425 e 426 das Nações Unidas de 1978, que estabeleciam a retirada imediata das forças estrangeiras e o fim das ações militares na região. Entretanto, os libaneses reclamam da ocupação israelense nas Fazendas de Shebaa.

## Cronologia do conflito israelo-libanês de 2006
Julho
- 12 de Julho - o Hizbollah sequestra dois militares israelenses para serem trocados por prisioneiros, em uma ação que resultou na morte de oito soldados israelenses e dois membros da milícia islâmica.
- 13 de Julho - Israel promove cerca de quarenta ataques aéreos contra o Líbano, atingindo, entre alvos, o aeroporto internacional de Beirute e 21 posições do Hizbollah e do exército libanês, causando 46 mortes. O Hizbollah dispara vários mísseis contra Israel e mata 3 civis.
- 14 de Julho - ataques aéreos israelenses atingem o subúrbio sul de Beirute. O Hizbollah dispara mais de 100 foguetes Katyusha contra Israel, que matam 2 civis. O Hizbollah atinge com um míssil uma fragata israelense na costa do Líbano, em que quatro marinheiros israelenses morrem. O premiê israelense Ehud Olmert impõe como condições para um cessar-fogo a libertação dos soldados, o fim dos disparos de foguetes e a aplicação da resolução 1559/2004 da ONU, que prevê o desarmamento da milícia e a restauração da soberania do governo libanês. O líder do Hizbollah, Hassan Nasrallah, declara guerra a Israel.
- 29 de Julho - ataques aéreos israelenses atingem o subúrbio sul de Beirute, matando 33 crianças e quatro adultos libaneses. A comunidade internacional condenou o ataque, e Israel informou desconhecer quem esteve na origem destas ordens e o assunto seria objeto de um inquérito interno.

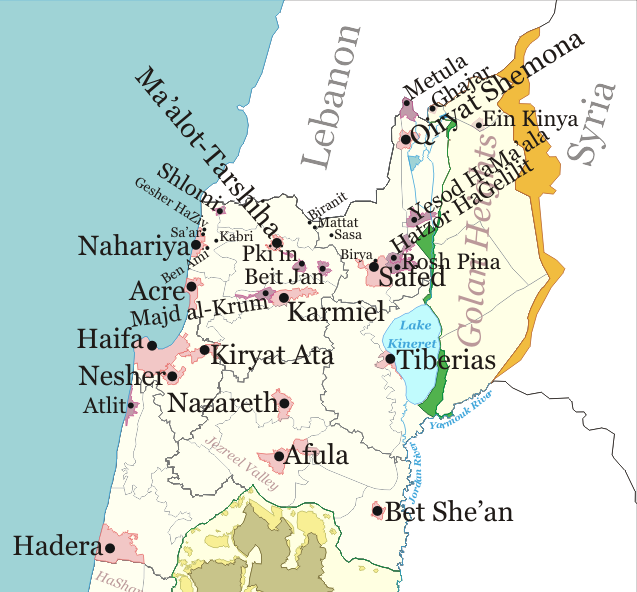
Porção norte de Israel.

## Evacuação de estrangeiros
Apesar da história de conflitos no Líbano, o acontecimento foi inesperado para muitos governos. A estratégia de bloqueio dos israelenses, incluindo portos marítimos, o aeroporto de Beirute e as principais estradas e pontes, fazem com que as rotas de escape fiquem praticamente indisponíveis. O Líbano tem apenas fronteiras territoriais com a Síria e Israel. Os governos da  Alemanha, Armênia, Austrália, Brasil, Canadá, Eslováquia, Estados Unidos da América, Finlândia, França, Grécia, Países Baixos, Irlanda, Itália, México, Noruega, República Tcheca, Reino Unido, Romênia, Suécia, Venezuela e Portugal esforçam-se para evacuar seus cidadãos de barco para Chipre e de ônibus para a Síria.

## Povoamentos atingidos

### Em Israel
Haifa, Nazaré, Tiberíades, Afula, Qiriat-Chemoná, Maalot, Nahariya, Safed, Hatzor na Galiléia, Rosh Pina, e Carmiel, algumas vilas de agricultores (kibutzim e moshavim) e vilas drusas e árabes foram atingidas pelos foguetes Katyusha libaneses.

### No Líbano
Os bombardeios em Beirute, a Batalha de Bint Jbeil e os ataques a Qana figuram entre os mais relevantes no conflito.